# Agave garciae-mendozae
Agave garciae-mendozae är en sparrisväxtart som beskrevs av Galván och L.Hern. Agave garciae-mendozae ingår i släktet Agave och familjen sparrisväxter. Inga underarter finns listade i Catalogue of Life.